# Lumban Binanga (Uluan)
Lumban Binanga is een bestuurslaag in het regentschap Toba Samosir van de provincie Noord-Sumatra, Indonesië. Lumban Binanga telt 474 inwoners (volkstelling 2010).